# تنها شجاعان (فیلم ۱۹۳۰)
فقط شجاعان (به انگلیسی: Only the Brave) یک فیلم درام آمریکایی به کارگردانی فرانک ترتل با بازی گری کوپر، ماری برایان و فیلیپس هولمز محصول سال ۱۹۳۰ است.